# Edward Millen
Pour les articles homonymes, voir Millen.
Edward Davis Millen, né le 7 novembre 1860 à Deal et mort le 14 septembre 1923 à Melbourne, est un homme politique australien.

## Biographie

### Entrée en politique
Il naît et grandit en Angleterre, où il trouve un emploi dans une entreprise d'assurance avant d'émigrer en Nouvelle-Galles du Sud « vers 1880 ». Il s'établit un temps comme éleveur à Brewarrina, puis devient journaliste. En 1889 il est le directeur et copropriétaire du journal The Darling River Advocate. À la fin des années 1890 il devient prospecteur foncier.
Candidat sans succès aux élections législatives de Nouvelle-Galles du Sud de 1891, il est élu député de la circonscription de Bourke en 1894 et entre à l'Assemblée législative de Nouvelle-Galles du Sud comme membre du Parti pour le libre-échange. Estimant que la proposition de Constitution pour une Australie fédérale n'est pas avantageuse pour la Nouvelle-Galles du Sud, il mène campagne fermement mais sans succès contre son adoption par référendum. Il est battu de quelques voix dans sa circonscription aux élections de 1898, mais est nommé membre du Conseil législatif, la chambre haute du Parlement de Nouvelle-Galles du Sud, sur proposition de George Reid, le Premier ministre de cette colonie.
Aux premières élections fédérales en 1901, il est élu au Sénat australien. Il y sera continuellement réélu jusqu'à sa mort, et y est remarqué pour les nombreuses histoires drôles qu'il raconte durant les débats parlementaires. En 1907, il devient le chef du groupe d'opposition au Sénat, tandis que George Reid est le chef de l'opposition à la Chambre des représentants, face au gouvernement protectionniste d'Alfred Deakin. En 1909, quand le Parti pour le libre-échange et le Parti protectionniste forment un gouvernement de coalition sous la direction du même Alfred Deakin, Edward Millen y est nommé vice-président du Conseil exécutif fédéral et ministre chargé des relations avec le Sénat. Le gouvernement a une majorité absolue des sièges à la Chambre des représentants, mais est minoritaire au Sénat, où Edward Millen est chargé de négocier l'adoption des projets de loi, et y parvient avec tact. Le gouvernement perd les élections de 1910, et Edward Millen redevient chef du groupe d'opposition au Sénat de 1910 à 1913, face cette fois au gouvernement travailliste d'Andrew Fisher.

### Ministre de la Défense puis des Anciens Combattants
En juin 1913, il est nommé ministre de la Défense dans le gouvernement de Joseph Cook. En poste au début de la Première Guerre mondiale, à laquelle participe immédiatement l'Australie, il a la responsabilité ministérielle pour le recrutement de 20 000 hommes pour la Force impériale australienne, et pour leur fourniture en équipements. Le 19 août 1914, la Force expéditionnaire terrestre et navale australienne est envoyée envahir la Nouvelle-Guinée allemande. Le gouvernement Cook perd toutefois les élections législatives le 5 septembre, et Edward Millen devient une nouvelle fois chef du groupe d'opposition au Sénat tandis que le travailliste Andrew Fisher mène le pays durant les premiers mois de la guerre.
Le profond désaccord interne au Parti travailliste au sujet de la conscription aboutit à la formation en février 1917 d'un gouvernement de coalition dirigé par l'ancien travailliste Billy Hughes. Edward Millen y est nommé vice-président du Conseil exécutif et ministre du Rapatriement des soldats. Il doit créer ce nouveau ministère de toutes pièces et gérer la réintégration progressive de 160 000 anciens combattants : prévoir leur accès au logement, leur accès à l'emploi ou à la formation, des aides et des accompagnements médicaux, et un soutien financier aux veuves et aux orphelins des soldats morts à la guerre, un ensemble de tâches qui s'avère épuisant. Il dirige brièvement par intérim le gouvernement en juillet 1919, le Premier ministre Billy Hughes étant à l'étranger et William Watt (en), le ministre des Finances et numéro deux du gouvernement, étant malade. À cette fonction, il parvient à négocier avec tact la fin d'une grève des marins.
En 1920 il représente l'Australie à la session inaugurale de l'Assemblée générale de la Société des Nations à Genève, et obtient la confirmation de mandats permettant à l'Australie de gouverner l'ancienne Nouvelle-Guinée allemande et l'ancienne colonie allemande de Nauru, dans l'océan Pacifique. Il se rend ensuite à Londres pour une concertation sur les aides apportées par les gouvernements australien et britannique aux citoyens britanniques encouragés à émigrer en Australie. Le gouvernement dont il est membre prend fin en février 1923. Il meurt d'une inflammation du rein en septembre.